# Marsz Równości w Katowicach
Marsz Równości w Katowicach – organizowana na terenie miasta Katowice manifestacja, odbywająca się corocznie od 2018 i zapoczątkowana w 2008. Głównym organizatorem marszu jest katowickie Stowarzyszenie Tęczówka, a każdy z marszów odbywa się pod określonym hasłem i towarzyszą mu różnego rodzaju postulaty społeczności LGBT.

## Organizacja
Głównym organizatorem Marszu Równości w Katowicach, przy wsparciu siostrzanych i partnerskich organizacji, jest Stowarzyszenie Tęczówka z siedzibą w Katowicach przy ulicy G. Morcinka 3. Stowarzyszenie to działa na rzecz społeczności LGBT, a prócz organizacji marszów i innych wydarzeń integracyjnych prowadzi wsparcie psychologiczne oraz prawne, a także zajmuje się edukacja społeczną czy przeciwdziałaniem dyskryminacji. Zostało ono zarejestrowane 28 lutego 2012 roku na bazie Kampanii Przeciw Homofobii.
Stowarzyszenie Tęczówka wchodzi w skład Miast Maszerujących zrzeszających lokalne społeczności organizujące marsze na rzecz społeczności LGBT w Polsce.
Partnerami katowickiego Marszu Równości są m.in.: Lewica Razem, Nowoczesna, Ogólnopolski Strajk Kobiet, Komitet Obrony Demokracji czy Obywatele RP oraz różnego typu fundacje i stowarzyszenia.

## Historia

### I Marsz Równości w Katowicach (2008)
Pierwszy w historii Marsz Równości w Katowicach odbył się 17 maja 2008 roku. Zadebiutował on w ramach odbywającego się wówczas Śląskich Dni Równych Szans dla Wszystkich i był on jednocześnie pierwszym tego typu wydarzeniem na Górnym Śląsku.
Marsz rozpoczął się na Rynku i przeszedł wzdłuż ulicy 3 Maja do placu Wolności. W samym marszu w zależności od źródła uczestniczyła grupa około 100 lub około 200 osób, a ochraniał go kordon kilkuset policjantów. Wzdłuż marszu zgromadziło się kilkudziesięciu zwolenników Narodowego Odrodzenia Polski – przeciwników marszu. Kilku najbardziej agresywnych kontrmanifestantów zostało zatrzymanych przez Policję.
Marsz zakończył się na ulicy Mariackiej, a część uczestników przeniosła się do Teatru Korez, w którym odbywały się pokazy filmów oraz panele dyskusyjne. W debacie „Po marszu, i co dalej?” uczestniczyli m.in. Kazimierz Kutz, Małgorzata Tkacz-Janik, Yga Kostrzewa i Mirosław Neinert. Ponadto w galerii Rondo Sztuki odbyła się wystawa zdjęć par jednopłciowych „Spouses for life”.

### II Marsz Równości w Katowicach (2018)

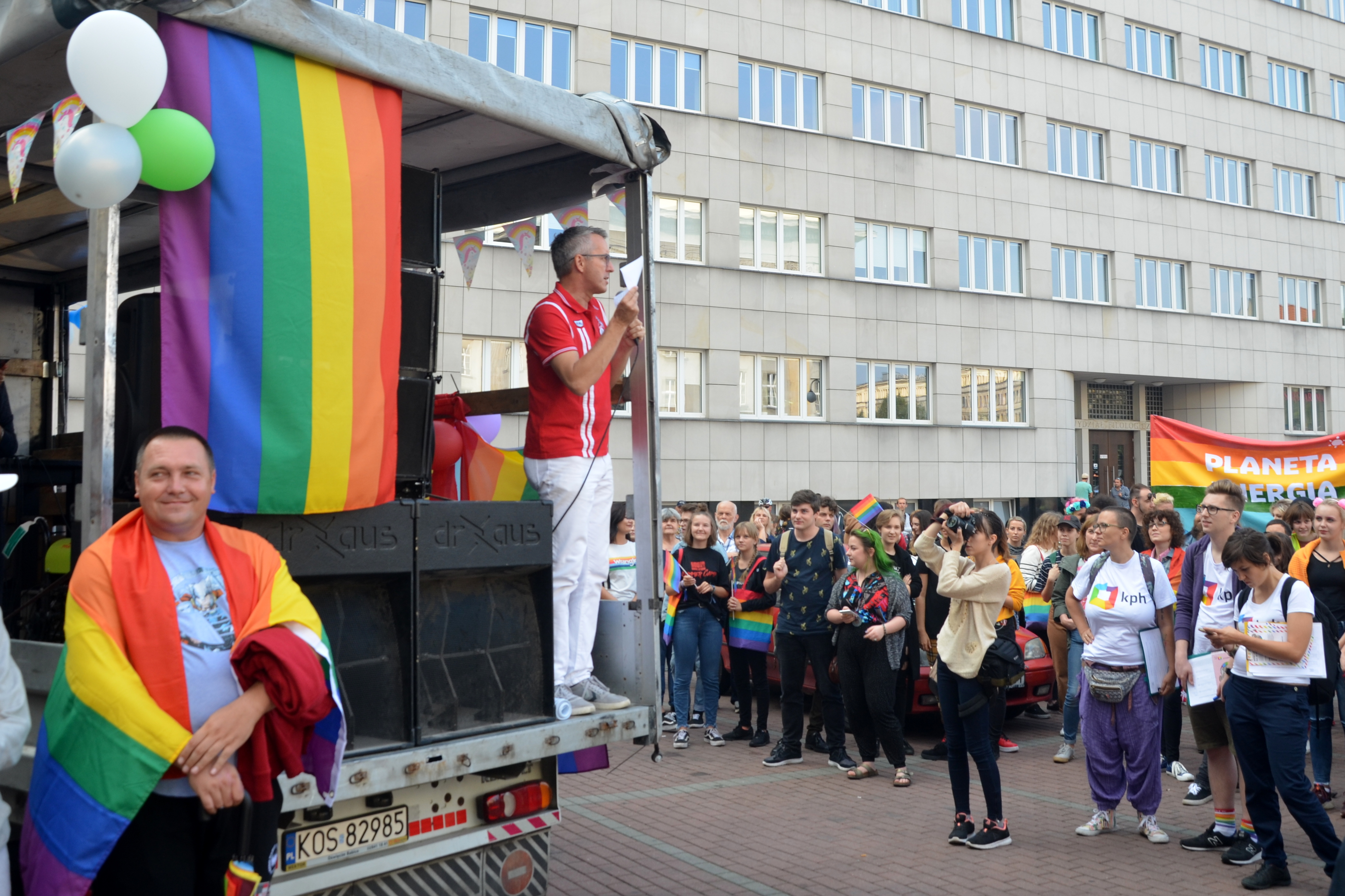
Burmistrz Kolonii Andreas Wolter na placu Sejmu Śląskiego w trakcie II Marszu Równości (2018)

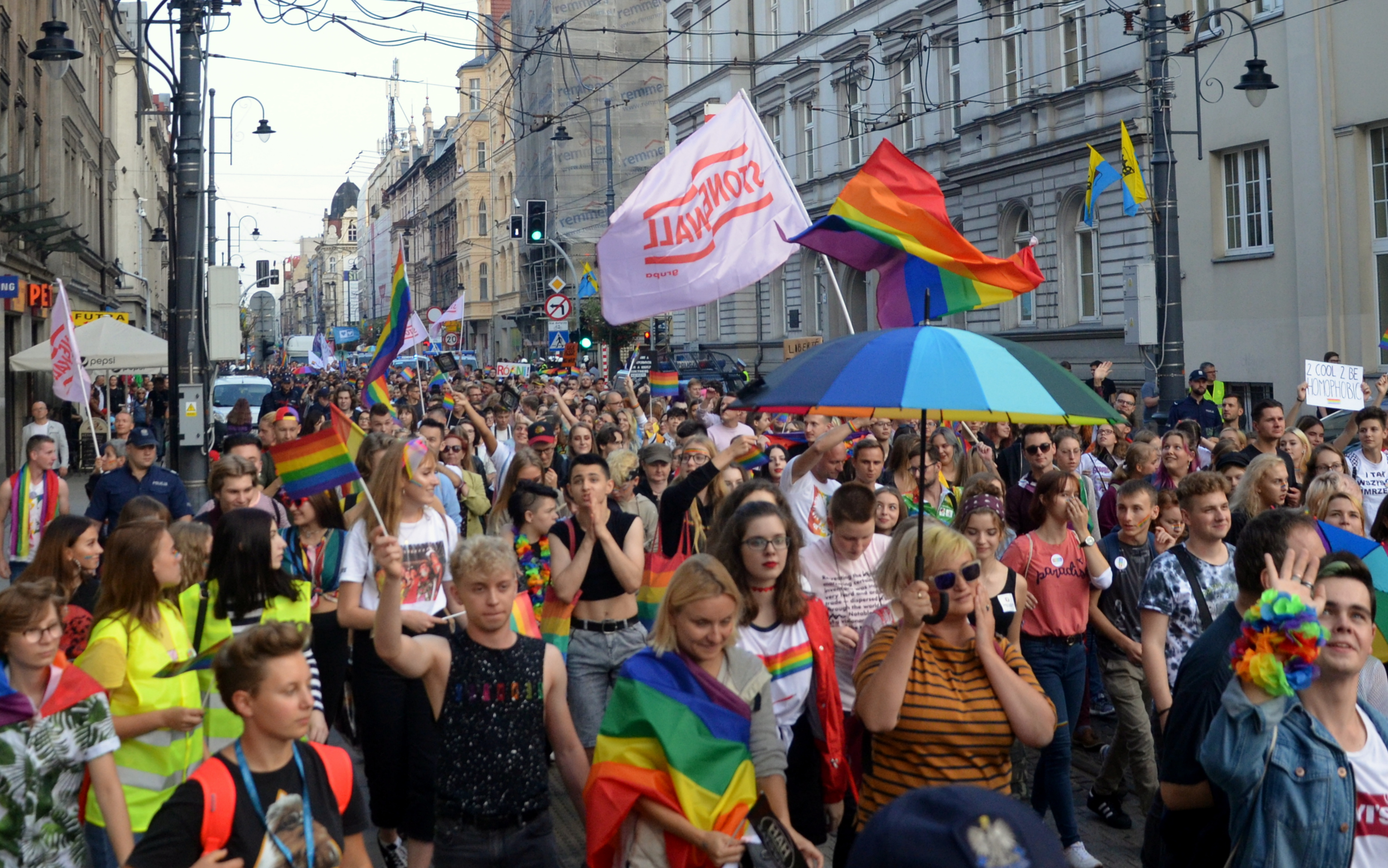
Uczestnicy II Marszu Równości na ulicy 3 Maja (2018)

Trasa marszu: plac Sejmu Śląskiego, ulica Jagiellońska, ulica Francuska, ulica Warszawska, Rynek, ulica 3 Maja, plac Wolności, ulica Sokolska, plac Grunwaldzki.
II Marsz Równości w Katowicach odbył się po dziesięcioletniej przerwie 8 września 2018 roku pod hasłem „Miłość do śląskiego, szacunek dla każdego”. Uczestniczyło w nim ponad 1 tys. osób (według organizatorów 3 tys.), a całe wydarzenie ochraniało kilkuset policjantów. W marszu prócz osób społeczności LGBT brali udział m.in. przedstawiciele partii politycznych, w tym Zieloni i Nowoczesna. Marsz otworzył burmistrz Kolonii Andreas Wolter – miasta partnerskiego Katowic. Ze względu światopoglądowych w marszu nie uczestniczyły natomiast władze Katowic, ale patronat udzieliła mu Młodzieżowa Rada Miasta Katowice.
Celem marszu było m.in. pokazanie różnorodności w społeczeństwie, a ponadto jego organizatorzy chcieli w ten sposób zwrócić uwagę na problem dyskryminacji osób LGBT.
Marszowi Równości towarzyszyła kontrmanifestacja, w której uczestniczyło około 40 osób, m.in. członkowie Narodowego Odrodzenia Polski, Obozu Radykalno-Narodowego czy Młodzieży Wszechpolskiej. Niedługo przed marszem, 6 września 2018 roku Sąd Okręgowy w Katowicach uchylił decyzję prezydenta Katowic Marcina Krupy, który nie zezwolił Młodzieży Wszechpolskiej na zorganizowanie kontrmanifestacji w czasie Marszu Równości ze względów bezpieczeństwa, gdyż na Rynku zaplanowano wówczas inne, zgłoszone wcześniej wydarzenia.
Podczas samego marszu Policja wylegitymowała kilka osób, w tym posłankę na Sejm RP Monikę Rosę z uwagi na podejrzenie popełnienia przestępstwa znieważenia godła państwowego – na koszulkach uczestników znajdowało się godło Polski, w którym czerwone pole zostało zastąpione kolorami tęczowej flagi.

### III Marsz Równości w Katowicach (2019)

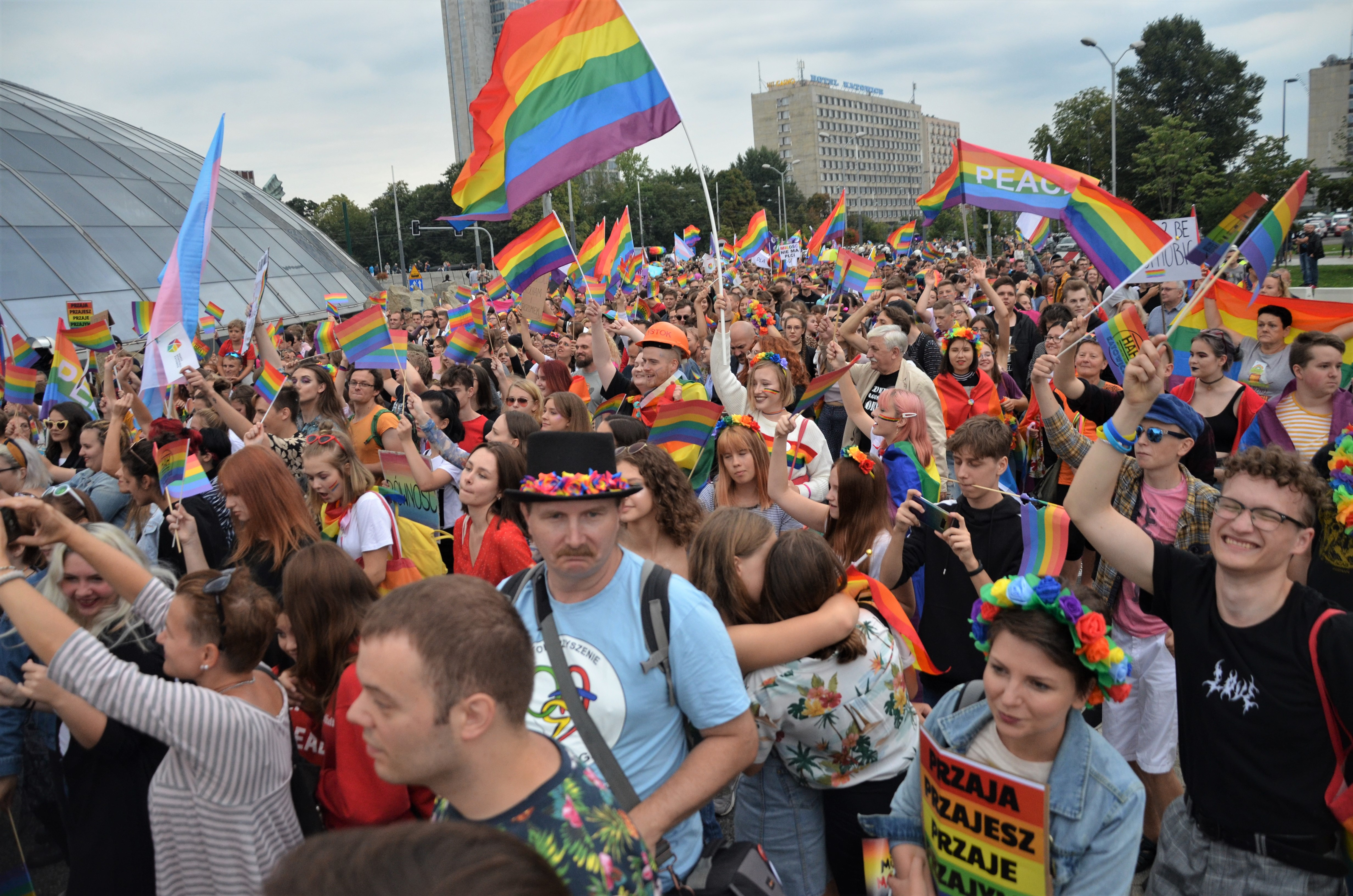
Uczestnicy III Marszu Równości 2019 na rondzie gen. J. Ziętka

Trasa marszu: plac Sejmu Śląskiego, ulica Jagiellońska, plac K. Miarki, ulica S. Batorego, plac Andrzeja, ulica Mikołowska, ulica J. Matejki, plac Wolności, ulica Sokolska, ulica A. Mickiewicza, ulica P. Skargi, aleja W. Korfantego, rondo gen. J. Ziętka, park Powstańców Śląskich.
III Marsz Równości w Katowicach odbył się 7 września 2019 roku pod hasłem „Mniej złości, więcej miłości”. Uczestniczyło w nim około 2 tys. osób (według organizatorów było ich około 6 tys.). Marsz chroniło 1,2 tys. policjantów z oddziału prewencji i innych jednostek, a także zaangażowany został policyjny śmigłowiec. W trakcie marszu nie odnotowano żadnych incydentów.
W Marszu Równości uczestniczyła część katowickich radnych, m.in. Jarosław Makowski i Adam Szymczyk, posłanka na Sejm RP Monika Rosa i poseł do Parlamentu Europejskiego Łukasz Kohut. Otwierający marsz burmistrz Kolonii Andreas Wolter zapowiedział wówczas, że będzie otwierał katowickie marsze co roku, do czasu aż nie zrobią tego władze miasta Katowice.
Nieopodal miejsca startu marszu, na placu Bolesława Chrobrego odbyła się niewielka kontrmanifestacja, podczas której uczestnicy modlili się i protestowali przed promocją tzw. ideologii LGBT. Ponadto grupa narodowców czekała w parku Powstańców Śląskich, ale była ona otoczona od uczestników marszu kordonem Policji.
Uczestniczący w Marszu Równości burmistrz Kolonii Andreas Wolter po Marszu Równości otrzymał e-maila z groźbami karalnymi. Odniósł się do tego prezydent Katowic Marcin Krupa, informując, że jest w kontakcie z Komendantem Miejskim Policji zapewniającym o pracy przy identyfikacji nadawcy wiadomości. Prawdopodobnie autor listu z groźbami wysłała później list, w którym wyraził skruchę za to, co się stało.

### IV Marsz Równości w Katowicach (2020)

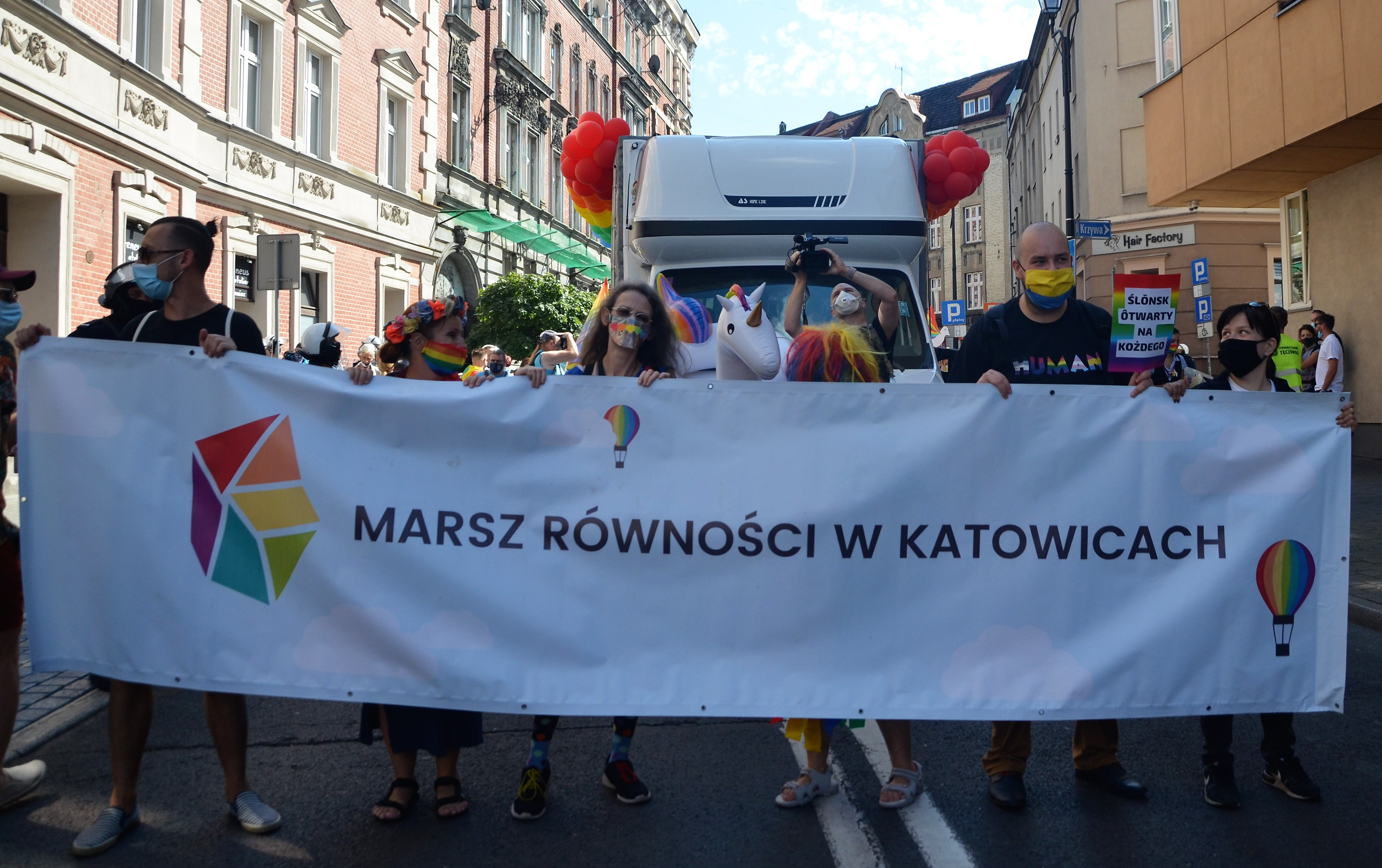
Uczestnicy IV Marszu Równości na ulicy B. Chrobrego z banerem z logiem Marszu Równości w Katowicach

Trasa marszu: plac Sejmu Śląskiego, ulica Jagiellońska, plac K. Miarki, ulica S. Batorego, ulica Mikołowska, plac Wolności, ulica A. Mickiewicza, plac P. Skargi, aleja W. Korfantego, park Powstańców Śląskich.
IV Marsz Równości odbył się 5 września 2020 roku pod hasłem „Kochać WOLNO(ŚĆ)”. Rozpoczął on apelem z postulatami środowisk LGBT, w tym m.in. zmianami prawnymi w zakresie mowy nienawiści, wprowadzeniem edukacji antydyskryminacyjnej oraz seksualnej czy równości wobec prawa. W marszu wzięło udział około 1,5 tys. osób, chociaż z uwagi na obowiązujące wówczas przepisy przyjęte na czas pandemii COVID-19 mogło wziąć w nim udział maksymalnie 150 osób.
Odbyło się także kilka kontrmanifestacji. Największa z nich odbyła się na placu B. Chrobrego pod hasłem „Katowice w obronie normalności”, a na ulicy Stawowej Fundacja Życie i Rodzina prowadziła zbiórkę podpisów pod projektem ustawy zakazującej marszów równości. Podczas marszu zatrzymano trzy osoby, które słownie znieważyły policjantów i ratowników medycznych, a także osobę mającą koszulkę z symbolami faszystowskimi.

### V Marsz Równości w Katowicach (2021)

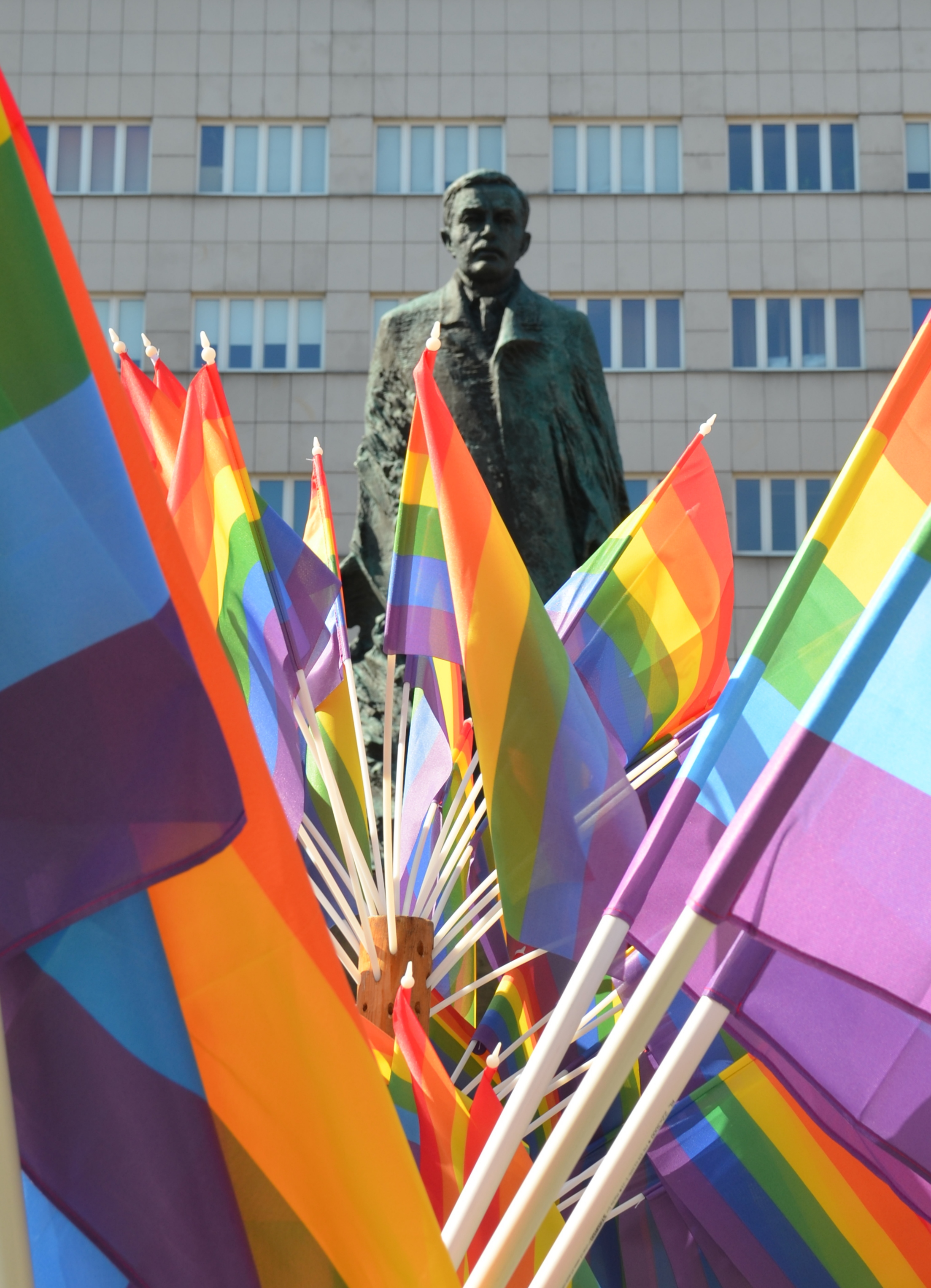
Pomnik W. Korfantego w tle tęczowych flag podczas V Marszu Równości (2021)

Trasa marszu: placu Sejmu Śląskiego, ulica Jagiellońska, ulica J. Kochanowskiego, ulica św. Jana, ulica Warszawska, ulica Graniczna, plac Żołnierza Polskiego.
V Marsz Równości odbył się 11 września 2021 roku pod hasłem „Młodość bez strachu”. W trakcie tej edycji marszu organizatorzy chcieli szczególnie zwrócić uwagę na postulaty i potrzeby młodzieży LGBT. Apelowali o bezpieczną i szanującą ich tożsamość szkołę oraz o opiekę państwa nad nimi.
Po raz pierwszy katowicki marsz otwierał wiceprezydent miasta. Był nim Jerzy Woźniak, a w wydarzeniu uczestniczył także m.in. burmistrz Kolonii Andreas Wolter. Marsz ten ze względu na obostrzenia sanitarne marsz wyruszył z dziesięciu różnych punktów w obrębie placu Sejmu Śląskiego i okolic.

### VI Marsz Równości w Katowicach (2022)

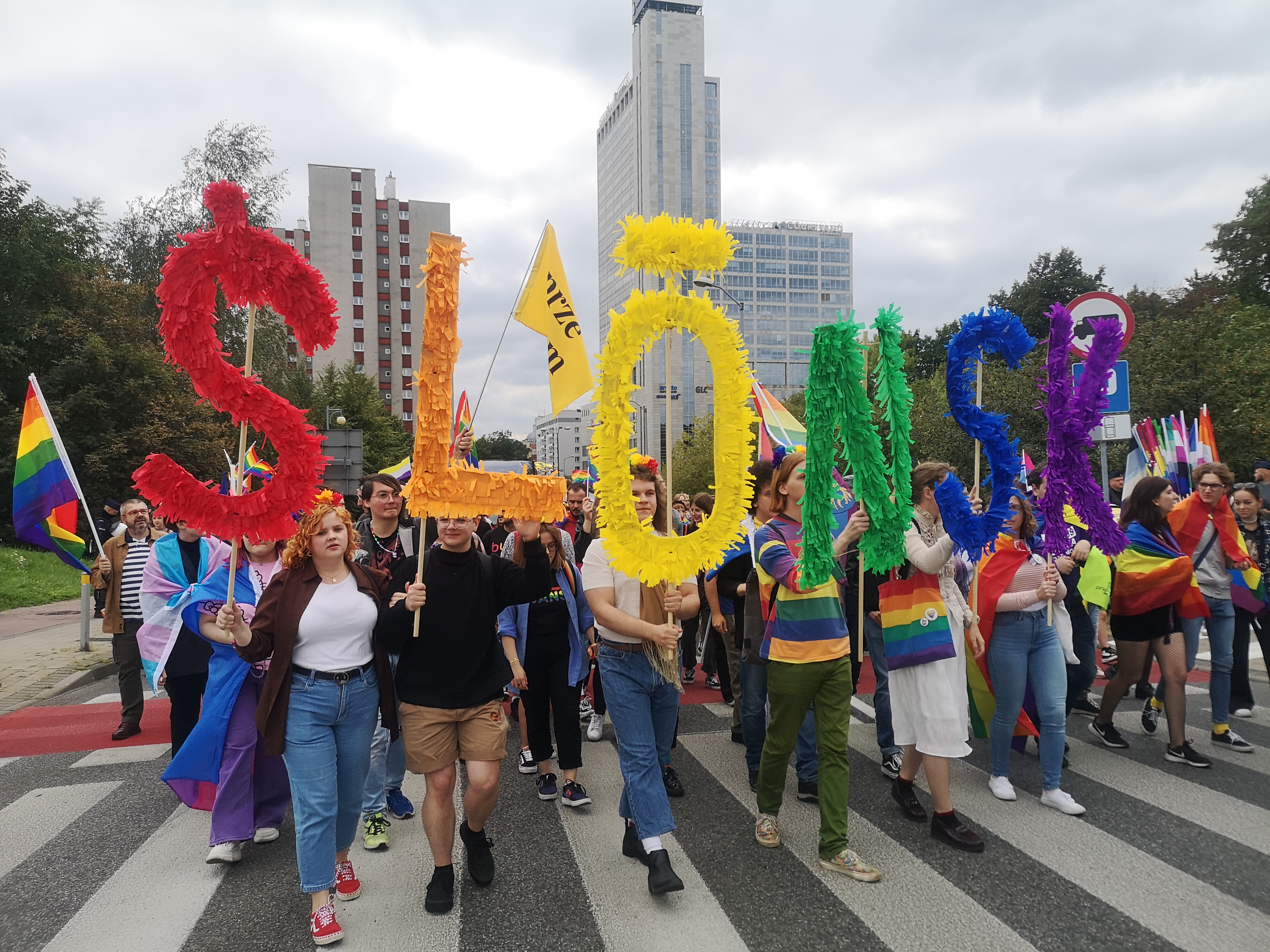
Czoło VI Marszu Równości na ulicy Uniwersyteckiej (2022)

Trasa marszu: park Powstańców Śląskich, aleja W. Roździeńskiego, rondo gen. J. Ziętka, aleja W. Korfantego, Rynek, ulica 3 Maja, plac Wolności, ulica Mikołowska, ulica Jagiellońska, ulica Francuska, ulica Warszawska, ulica Szkolna, ulica Uniwersytecka, park Powstańców Śląskich.
VI Marsz Równości odbył się 3 września 2022 roku i w tej edycji z uwagi na rozpoczętą w tym samym roku inwazję Rosji na Ukrainę organizatorzy po raz pierwszy zaprosili na nią aktywistów LGBT z Odessy zaangażowanych w Odesa Prime. Uczestnicy głosili hasła o wolności, równości i tolerancji, a prócz symboliki LGBT część uczestników niosła także transparenty nawiązujące m.in. do strajku kobiet czy sprzeciwu wobec zakazu aborcji. Wydarzeniu towarzyszyły także spotkanie literackie i queerowy quiz.
Na trasie marszu pojawili się kontrmanifestanci z Fundacji Pro – Prawo do Życia z antyaborcyjnymi transparentami. Prezydent Katowic zakazał wcześniej organizacji tej pikiety, lecz Sąd Okręgowy w Katowicach oddalił wniosek władz miasta.

### VII Marsz Równości w Katowicach (2023)
Trasa marszu: park Powstańców Śląskich, rondo gen. J. Ziętka, al. W. Korfantego, Rynek, ulica 3 Maja, plac Wolności, ulica Mikołowska, plac Andrzeja, ulica S. Batorego, plac K. Miarki, ulica Jagiellońska, ulica Francuska, ulica Warszawska, ulica Szkolna, ulica Uniwersytecka, park Powstańców Śląskich.
VII Marsz Równości odbył się 2 września 2023 roku pod hasłem „Bądźmy głosem dla równości”. W manifestacji uczestniczyli m.in. zagraniczni goście, w tym burmistrz Kolonii Andreas Wolter i szwedzka minister ds. równości płci Paulina Brandberg. Uczestnicy szli z postulatami dotyczącymi społeczności LGBT, w tym m.in. związanymi z rejestracją związków partnerskich czy procedurami uzgadniania płci. Ponadto szczególnie mocno podkreślano konieczność udziału w zaplanowanych w tym samym roku wyborach parlamentarnych.
W miejscu startu i mety marszu, tj. w parku Powstańców Śląskich, po raz drugi powstało tzw. Miasteczko Równości ze sklepami z rękodziełem i gadżetami LGBT czy stoiskami organizacji pozarządowymi.

### VIII Marsz Równości w Katowicach (2024)
Trasa marszu: park Powstańców Śląskich, rondo gen. J. Ziętka, al. W. Korfantego, ulica P. Skargi, ulica J. Słowackiego, ulica 3 Maja, plac Wolności, ulica Sokolska, ulica G. Morcinka, aleja W. Korfantego, rondo gen. J. Ziętka, aleja W. Roździeńskiego, park Powstańców Śląskich.
VIII Marsz Równości odbył się 7 września 2024 roku pod hasłem „Bądźmy głosem dla równości!”. Uczestnicy szli z postulatami wprowadzenia ustawy o związkach partnerskich oraz apelowali o miłość, wolność i tolerancję, a było ich około 5 tysięcy. Był to pierwszy marsz odbywający się pod patronatem honorowym prezydenta Katowic Marcina Krupy, a wydarzeniu uczestniczyli przedstawiciele samorządu, w tym wiceprezydent Katowic Jarosław Makowski i przewodniczący Rady Miasta Katowice Łukasz Borkowski. W parku Powstańców Śląskich zorganizowano Miasteczko Równości. Wydarzeniu towarzyszyła kontrmanifestacja, w której uczestnicy modlili się, a także pojawiły się też hasła antyaborcyjne i przeciwko rządowi Donalda Tuska.